# Ezequiel Zamora
Pour les articles homonymes, voir Zamora (homonymie).
Ezequiel Zamora est un militaire et homme politique vénézuélien, né à Cúa (Miranda) le 1er février 1817 et mort à San Carlos (Cojedes)  le 10 janvier 1860. Il est l'un des principaux acteurs de la Guerre fédérale (1859-1863) et leader radical qui a défendu une reforme agraire profonde en faveur des paysans. Sa vie est teintée du romantisme des personnages libéraux de son temps.

## Biographie
Ezequiel Zamora est remarqué en tant que leader et défenseur de l'idée de fédération pendant la Guerra Federal ou Guerra Larga (1859-1863). Il s'unit à la cause libérale à l'époque d'Antonio Leocadio Guzmán, fondateur du parti libéral et adversaire de l'oligarchie de propriétaires terriens dirigée par José Antonio Páez. Ses parents, Don Alejandro Zamora y Doña Paula Correa, étaient de modestes commerçants appartenant à la classe des "blancos de orilla" ("blancs du bord de mer"). Durant les premières années de son enfance, il reçoit l'instruction rudimentaire que peut lui apporter une zone rurale toujours convulsionnée par les luttes indépendantistes. Plus tard, il part à Caracas pour continuer ses études primaires à l'école lancasterienne, restant l'unique éducation formelle qu'il connaît. Cependant, et grâce à l'influence de son beau-frère Juan Caspers, il entend parler de la situation politique et des mouvements révolutionnaires d'Europe qui retiennent son attention. C'est à ce moment-là qu'il complète aussi sa formation grâce à l'amitié qui le lie à l'avocat José Manuel García. Ce dernier lui explique ainsi la Philosophie Moderne et des fondamentaux de Droit Humain, parlant aussi bien des principes d'égalité que de la nécessité de leur introduction au Venezuela.

## Carrière militaire
En 1846, en tant que membre du Partido Liberal, il se présente aux élections comme candidat à "électeur" pour le cantón de Villa de Cura, mais sa nomination est rejetée par les conservateurs, grâce aux procédés typiquement frauduleux que lui et ses partisans considèrent comme illégaux et symptomatiques du gouvernement. C'est bien là le reflet de la situation tendue entre Libéraux et Conservateurs à échelle nationale, dont le sanglant dénouement aurait soi-disant pu être évité grâce à une entrevue entre José Antonio Páez et Antonio Leocadio Guzmán. Cependant, la réunion des deux leaders est frustrée par les soulèvements spontanés de paysans dans la région centrale. Zamora appelle immédiatement à "faire la guerre aux godos (c'est-à-dire aux grands propriétaires terriens conservateurs, appelés "goths" au Venezuela)" pour les pauvres, pendant que Páez est nommé Jefe de Ejercito (Chef des Armées). Il se révolte le 7 septembre 1846 à Guambra; "terre et hommes libres", "respect du paysan", "disparition des Godos", sont les consignes essentielles du "Général du Peuple Souverain". Après avoir mené les opérations victorieuses de Los Bagres et Los Leones, il est battu et capturé à la bataille de la Laguna de Piedra le 26 mars 1847. Il est condamné à mort par les tribunaux de Villa de Cura le 22 juillet de la même année, mais José Tadeo Monagas lui réduit sa peine à 10 ans de prison. Après avoir échappé de la prison de Maracay sur le chemin qui l'emmenait vers celle de Maracaibo, il trouve un refuge et un petit travail dans une hacienda. L'année suivante, il est gracié. 

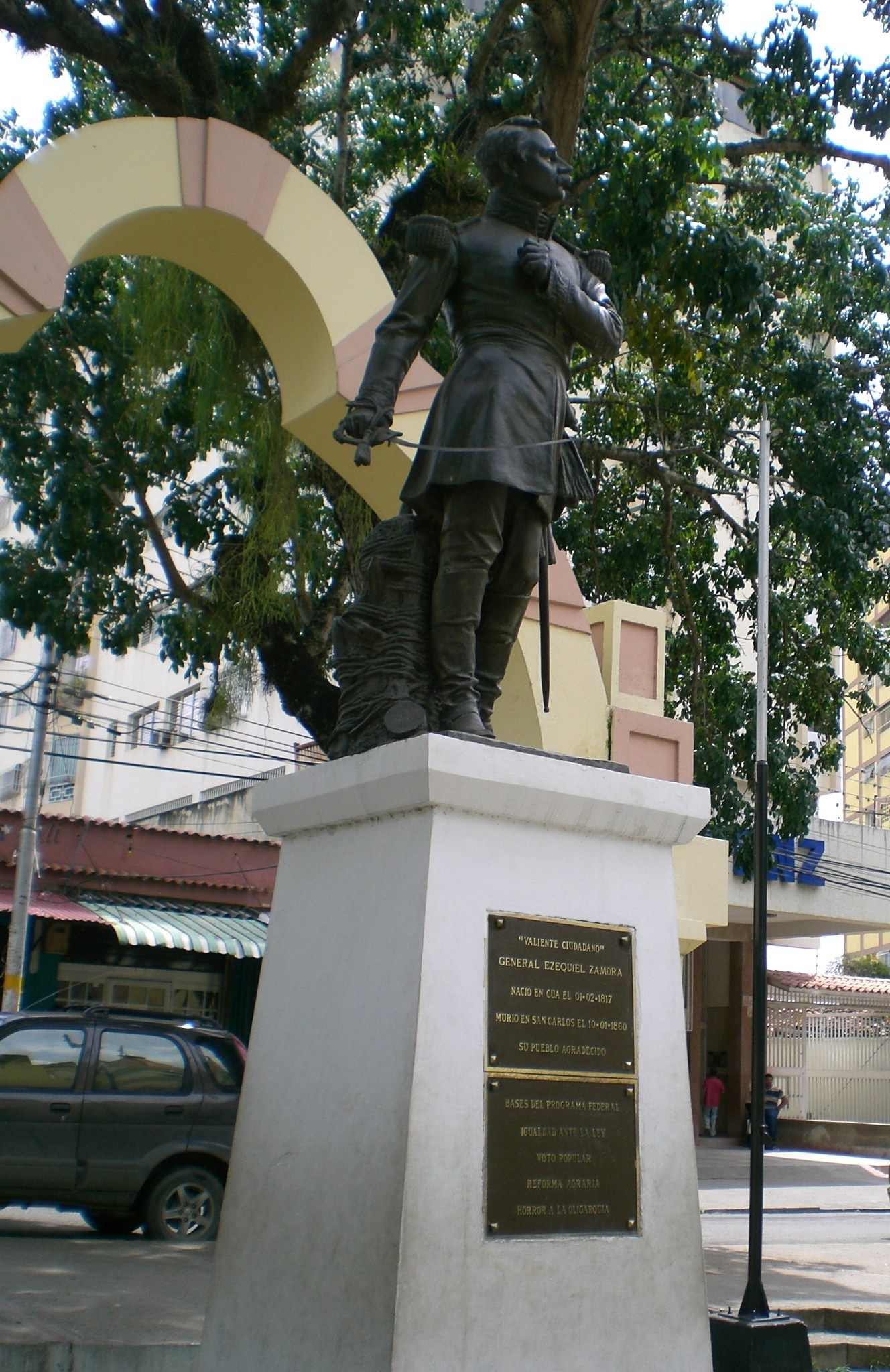
Statue d'Ezequiel Zamora, dans sa ville natale, Cúa

Quelque temps plus tard, il s'enrôle dans l'armée libérale de José Tadeo Monagas qui combat contre les grands propriétaires terriens. En 1849, il capture Páez et l'emmène enchainé à Caracas. En 1851, il est promu colonel. La victoire est cependant éphémère et Zamora doit s'exiler dans les Caraïbes. En octobre 1858, il constitue la Junte Patriotique et initie une rébellion dirigée par Juan Crisóstomo Falcón, le beau-frère de Zamora.
Le 23 février 1859, dans le cadre de la Guerre fédérale, il débarque à la Vela de Coro. Il se proclame Jefe de Operaciones de Occidente, faisant de Coro un État fédéral (25 février 1859), et organise le nouveau gouvernement provisoire du Venezuela (26 février 1859). Le 23 mars 1859, il sort triomphant de la rencontre d'El Palito, à partir de laquelle il planifie le mouvement de ses troupes vers les plateaux occidentaux. Il prend San Felipe le 28 mars 1859 et réorganise la province comme entité fédérale avec le nom de Yaracuy. Le 10 décembre 1859 a lieu la bataille de Santa Inés, dans laquelle Zamora met en déroute l'ejercito centralista (l'armée centraliste). Cette bataille est considérée comme fondamentale dans le processus de la Guerre fédérale et témoigne des grandes qualités de Zamora comme chef de guerre. Après Santa Inés, il se dirige vers le centre du pays à travers les provinces de Barinas et Portuguesa, mais avant de s'approcher de Caracas, il projette de prendre la ville de San Carlos. Durant les actions préliminaires pour la prendre, il reçoit une balle dans la tête qui le blesse mortellement. 
Pour beaucoup, il fut le plus important leader populaire du XIXe siècle vénézuélien. Ses restes reposent au Panthéon national de Caracas.

## Programme politique
Zamora a été à la fois revendiqué par la gauche vénézuélienne comme un socialiste de la première heure (durant les années 1960, un groupe de guérilleros pris pour nom Zamora) et considéré par la révolution bolivarienne comme un précédent historique et idéologique important.
En effet, Zamora fut influencé par les révolutions successives d'Europe et emprunta en diverses occasions la devise française "liberté, égalité, fraternité" ainsi que des slogans tels que "Terre et hommes libres; élection populaire; et Mort à l'oligarchie!" lors de son mouvement d'insurrection. En 1854, quand la liberté des esclaves fut confirmée (l'abolition officielle de l'esclavage avait eu lieu en 1821), Zamora s'opposa à la compensation économique demandée par les ex-propriétaires. On ne connaît pas tous les détails de ses propositions politiques, même si son programme pour la paysannerie en quatre points a été conservé :
1. Réservation d'un domaine de cinq lieues de diamètre à l'usage public de chaque ferme, hameau, village ou ville.
2. Élimination du système de paiement pour l'utilisation des terres à des fins agricoles ou d'élevage.
3. Fixation de salaires justes pour les ouvriers agricoles.
4. Cession à la communauté, par les propriétaires de troupeaux, de 10 vaches qui viennent d'accoucher afin de prélever quotidiennement et gratuitement une bouteille de lait à destination des foyers les plus pauvres.

Après la mort d'Ezequiel Zamora, son nom fut amplement sali par les conservateurs. Ainsi, l'État de Barinas, connu avant comme Zamora, aurait été renommé parce que les politiques locaux aux services des propriétaires terriens ne voulaient pas d'un tel hommage à la personne d'Ezequiel Zamora. Sa statue sur la place Zamora de Barinas fut abattue et jetée dans le Santo Domingo, fleuve qui bordait la place. Il fut rapproché plus tard du cruel José Tomás Boves et de ses "llaneros", notamment à cause de sa "haine de l'oligarchie". Cependant, au contraire de ce dernier, il ne développa aucune campagne d'extermination des classes blanches.